# ベルマン・エスピノサ
ベルマン・ホセ・エスピノサ（Berman Jose Espinoza, 1987年11月4日 - ）は、ニカラグア共和国出身のプロ野球選手。ポジションは、投手。ニカラグアの国内リーグリーガ・ニカラグエンセ・デ・ベイスボル・プロフェシオナルのインディオス・デル・ボーアに所属。

## 経歴
2012年11月にパナマで行われた第3回WBC予選のニカラグア代表に選出された。
2016年3月11日に第4回WBC予選のニカラグア代表に選出されたことが発表され2大会連続2度目の選出を果たした。

## 詳細情報

### 代表歴
- 2013 ワールド・ベースボール・クラシック・ニカラグア代表
- 2017 ワールド・ベースボール・クラシック・ニカラグア代表